# Louis Gabriel Montigny
Louis Gabriel Montigny (París, 1 de diciembre de 1784-París, 9 de enero de 1846) fue un escritor, dramaturgo y periodista francés.

## Biografía
Nació en la rue Saint-Honoré, hijo de Rémy Montigny, un maestro perfumero, y Marie-Madeleine-Gabrielle Mignot. Se casó con Julie-Celestine Massiet el 18 de julio de 1825 en Mostron.
Oficial militar y director del Moniteur de l'armée, se convirtió en periodista y dramaturgo. Sus obras se representaron en los escenarios más importantes del siglo XIX de la capital francesa, incluyendo el Teatro de la Porte Saint-Martin, el Teatro del Ambigu-Comique y el Théâtre de la Gaîté.
Sus restos están enterrados en el cementerio de Montmartre] junto con los de su mujer, su hija y su yerno.

## Obras
| - 1821: Les Français en cantonnement, ou la Barbe postiche, vaudeville en un acto - 1822: Mon cousin Lalure, comedia en un acto y en prosa - 1823: Fragments d'un miroir brisé, anecdotes contemporaines (françaises et anglaises), traits de morale et d'observation, esquisses de mœurs, revue des usages, aperçus philosophiques, réflexions, remarques, bons mots et réparties - 1824: Dix aventures de garnison : le Chirurgien improvisé, le Moderne Joseph, Histoire d'une jolie comtesse, la Fille du pasteur de Neustadt, la Morale à la hussarde, Athénaïs, la Belle inconnue, la Soubrette, Une aventure tragique, les Trois duels - 1824: Le Troubadour étique, romance | - 1825: Le Provincial à Paris, tres volúmenes - 1825 Le Carnaval, ou les Figures de cire, folie-parade-vaudeville en un acto - 1825: La Chaise de poste, melodrama en dos actos, con Saint-Amand - 1825: Les Girouettes de village, comedia en un acto, con Saint-Amand - 1825: La Dot et la Fille, ou le Commis marchand, comedia en un acto, con W. Lafontaine - 1826: Le Commis-voyageur, ou le Bal et la Saisie, comédie-vaudeville en un acto - 1826: Mon ami de Paris, ou le Retour en province, comedia en un acto - 1827: Le Café de la garnison, vaudeville en un acto | - 1827: Les Cavaliers et les Fantassins, tableau militaire en un acto - 1827: Le Colonel Duvar, fils naturel de Napoléon, publié d'après les Mémoires d'un contemporain - 1827: Le Mari de toutes les femmes, comédie-vaudeville en un acto - 1828: La Nourrice sur lieu, con Armand-François Jouslin de La Salle, Théodore Nézel y Jean-Gilbert Ymbert - 1833: Souvenirs anecdotiques d'un officier de la Grande Armée - Quinze jours à Prague - Une chanson, drama vaudeville en tres actos - Samuel le marchand, drama drama en cinco actos, con Henri Horace Meyer |